# Orquesta Filarmónica de Moscú
La Orquesta Filarmónica de Moscú (en ruso: Академический симфонический оркестр Московской филармонии, literalmente Orquesta Académica Sinfónica de la Filarmónica de Moscú, abreviada como OFM) es una orquesta sinfónica rusa con sede en Moscú, que fue fundada en 1951 por Samuíl Samosud. El nombre actual fue establecido en 1953. Yuri Símonov es su director musical desde 1998.

## Historia
La orquesta fue creada en 1951 por Samuíl Samosud, un director del Teatro Bolshói. Su director más representativo ha sido Kiril Kondrashin que estrenó la Sinfonía n.º 4 y la Sinfonía n.º 13 de Dmitri Shostakóvich, así como otras obras de compositores soviéticos contemporáneos. En 1976, Dmitri Kitayenko fue nombrado director titular. Él fue quien realizó el estreno en la Unión Soviética de obras como la Misa de Gloria de Puccini y la Sinfonía Turangalila de Olivier Messiaen. Actualmente Yuri Símonov es su director titular y Dmitri Yablonski es el principal director invitado.

## Directores
- Samuíl Samosud (1951–1957)
- Natán Rajlin (1957–1960)
- Kiril Kondrashin (1960–1975)
- Dmitri Kitayenko (1976–1990)
- Vasili Sinaiski (1991–1996)
- Mark Ermler (1996–1998)
- Yuri Símonov (1998– )

## Discografía selecta
La agrupación ha realizado, entre otras, las siguientes grabaciones:
- 1991 – Shostakóvich: Symphony n.º 7 "Leningrad" (BIS 515)
- 1996 – Xenakis: Dox-Orkh / Mira Fornes: Desde Tan Tien (BIS 772)
- 2003 – Myaskovsky: Symphonies n.º 24 & 25 (Naxos 8.555376)
- 2004 – Boris Tishchenko: Symphony n.º 7 Op. 119 (Naxos 8.557013)
- 2006 – Pavlova: Monolog / The Old New York Nostalgia / Sulamith Suite (Naxos 8.557674)
- 2007 – A to Z of Conductors (Naxos Educational 8.558087-90)